# オーストリア大公国

オーストリア大公国
Erzherzogtum Österreich (ドイツ語)

国の標語: Alles Erdreich ist Österreich untertan（ドイツ語）
全世界はオーストリアに属する
オーストリア大公国の地図（1477年）

オーストリア大公国（オーストリアたいこうこく、ドイツ語: Erzherzogtum Österreich、ハンガリー語: Osztrák Hercegség、チェコ語: Rakouské arcivévodství）は、神聖ローマ帝国内の領邦の一つで、現在のオーストリア共和国の前身である。1457年の成立から1806年の神聖ローマ帝国の解体まで、ハプスブルク家、のちその後身のハプスブルク＝ロートリンゲン家が統治した。いわゆるハプスブルク帝国の中核をなし、オーストリア帝国の成立以後もその重要な構成国となった。
元来のオーストリア公領に含まれない領域であっても、オーストリア・ハプスブルク家が支配した地域を合わせて「オーストリア（エースタライヒ）」と呼ぶことが多いため、本項ではその部分も含めて記述する。

## 概要
前身はオーストリア公国で、さらにバーベンベルク家のオストマルク東方辺境伯領が起源である。
神聖ローマ帝国の南東辺境部の一領邦ではあるが、オーストリア大公であるハプスブルク家当主はこの時代以降に神聖ローマ皇帝位をほぼ世襲化したため、中央ヨーロッパの大国として帝国内で主導権を有していた。中世後期には既に形骸化しつつあった神聖ローマ帝国が、近世初期のヴェストファーレン条約によって完全に有名無実化すると、ハプスブルク家の「オーストリア」として中東欧方面に領土を拡大、列強国の一つとして君臨し続けた。
1804年にナポレオン・ボナパルトがフランス皇帝を称すると、オーストリア大公でもあった神聖ローマ皇帝フランツ2世は、オーストリア皇帝フランツ1世を称した。そして1806年には、神聖ローマ帝国が正式に解体され、所領はオーストリア帝国として再編された。

ハプスブルク家の旗

## 歴史

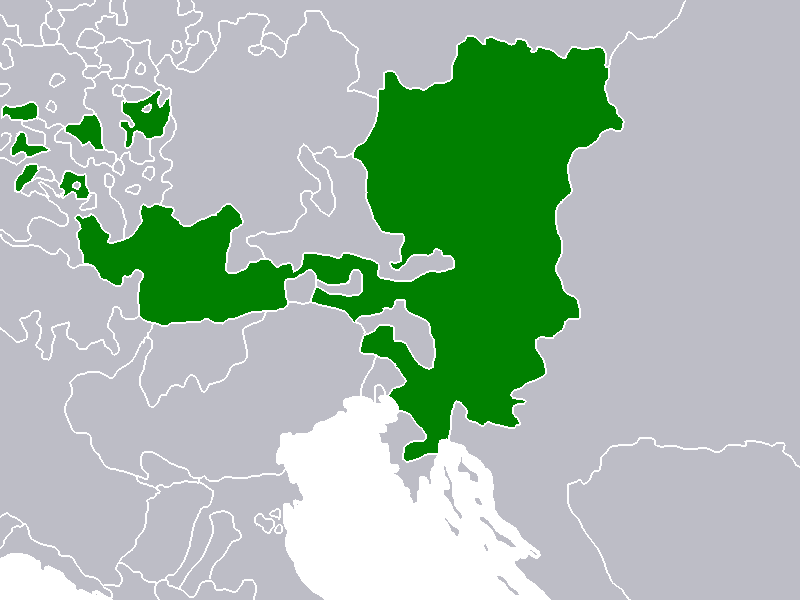
1477年のオーストリア大公国領土

1789年のオーストリア大公国領土

- 1359年、ルドルフ4世がオーストリア大公を僭称する。
- 1438年、アルブレヒト2世（オーストリア領主としてはアルブレヒト5世）がローマ王に即位、以後ハプスブルク家が神聖ローマ帝国君主位を世襲する。
- 1457年、神聖ローマ皇帝フリードリヒ3世（オーストリア領主としてはフリードリヒ5世）がオーストリア大公の称号を正式のものとして帝国法で定める。
- 1526年、モハーチの戦いでハンガリー王ラヨシュ2世が戦死する。皇帝フェルディナント1世が王位を獲得し、ハンガリー北部及び西部を領有する。
- 1529年、第一次ウィーン包囲で、オスマン帝国の攻撃を退ける。
- 1555年、アウクスブルクの和議。
- 1618年、三十年戦争が勃発。ローマ・カトリック勢力として参戦。
- 1648年、ヴェストファーレン条約を締結、ボヘミアを奪回する。
- 1683年、第二次ウィーン包囲でオスマン帝国の攻撃を退ける。撤退したオスマン帝国軍を追撃し、大トルコ戦争が始まる。
- 1699年、カルロヴィッツ条約を締結、ハンガリー東部及び南部、トランシルヴァニア公国、スラボニアを獲得。
- 1701年、スペイン継承戦争が勃発。レオポルト1世が息子カール（のちのカール6世）を王位請求者に立ててフランスのブルボン家とスペイン王位を争う。
- 1714年、ラシュタット条約を締結、南ネーデルラントなどを獲得。
- 1716年、墺土戦争でオスマン帝国に勝利し、西ワラキア、北セルビア及び北ボスニアを獲得。
- 1740年、マリア・テレジアが女大公となる。オーストリア継承戦争が勃発、シュレージエンを失う。
- 1756年、七年戦争が勃発。
- 1763年、フベルトゥスブルク条約を締結、プロイセンによるシュレージエン領有が確定。
- 1772年、第一次ポーランド分割でガリツィアを獲得。
- 1795年、第三次ポーランド分割でクラクフを獲得。
- 1804年、フランツ1世がオーストリア皇帝を称する（オーストリア帝国の成立）。